# 歯周病
歯周病（ししゅうびょう）とは、歯肉、セメント質、歯根膜および歯槽骨より構成される歯周組織に発生する慢性疾患の総称である。歯周疾患（ししゅうしっかん）、ペリオ（perio）ともいい、ペリオは治療のことを指すこともある。ただし、歯髄疾患に起因する根尖性歯周炎、口内炎などの粘膜疾患、歯周組織に波及する悪性腫瘍は含まない。歯を失う原因となる最も多い病気であり、歯周病菌が原因の歯周病は「世界で最も蔓延している感染症」とも言われる。日本でも日本人が歯を失う原因の第一位は虫歯ではなく歯周病である。

本項では主にヒトの歯周病について解説するが、他の動物でも発生する（後述）。

## 疫学

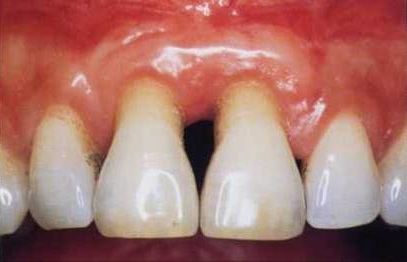
歯根が露出した前歯の例

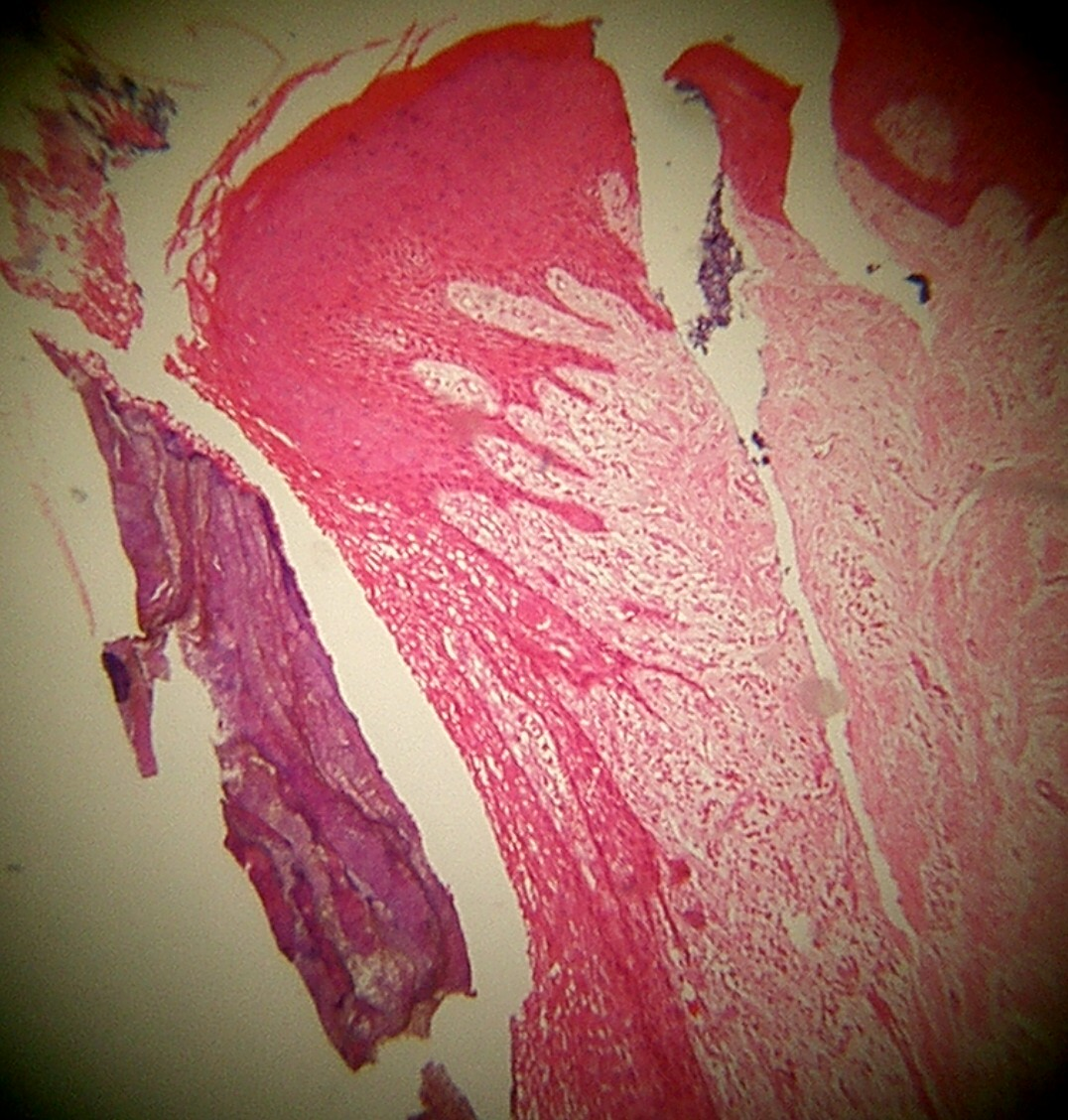
辺縁性歯周炎のポケット上皮の組織像

食生活の欧米化と並行した生活習慣病の一つ。歯垢（プラーク）を主要な原因とする炎症疾患が多いが、単に歯垢のみでなく、多くの複合的要因によって発生する。また、歯垢が一切関係ない（非プラーク性）歯周疾患も多数存在する。さらに、原因因子には個人差があり、歯周病の罹りやすさや進行度合いは人によって違う。
歯周病のうち、歯肉に限局した炎症が起こる病気を歯肉炎（しにくえん）、他の歯周組織に及ぶ炎症と組織破壊が生じている物を歯周炎（ししゅうえん）といい、これらが二大疾患となっている。歯肉炎で最も多いのはプラーク性歯肉炎（単純性歯肉炎）であり、歯周炎のうちで最も多いのは慢性歯周炎（成人性歯周炎）であるため、歯肉炎、歯周炎といった場合、それぞれ、プラーク性歯肉炎、慢性歯周炎を指すのが一般的だ。
6年に一度行われる歯科疾患実態調査によると、日本においては歯周疾患の目安となる歯周ポケットが4mm以上存在している割合が、平成23年（2011年）調査では45歳以上の人で約半数に達しており、また、高齢者の歯周疾患患者が増加していることが示されている。ただし、前回までと比較して調査方法の厳密化がなされていることから、単純比較はできないのではないかとされている。また、8020運動の推進などにより、残存歯数が増加していることも歯周疾患の増加に関わっていると考えられている。ただし、85歳以上では残存する歯が減少するため一見した患者数は減少する。

## 徴候と症状

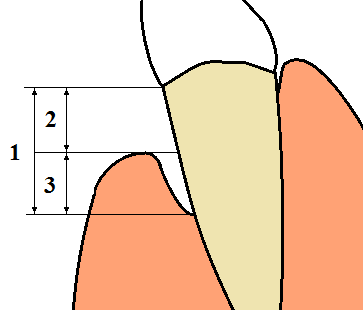
1:アタッチメントの総損失（臨床アタッチメント損失、CAL）は、 2:歯肉退縮、および3:プロービング深度の合計

### 原因菌と代謝物質
口腔内には、700種以上の細菌が生息しているとされ、原因菌としての関与が確認されている細菌は少ない。しかし、幾つかの嫌気性グラム陰性菌との関与が報告され、細菌の代謝産物である短鎖脂肪酸（高濃度の酪酸、イソ吉草酸など）が大きな影響を与えていると指摘されている。また、舌苔は歯垢よりも Porphyromonas gingivalis が多く検出され口内細菌の供給源となっている可能性が報告されている。
- Porphyromonas gingivalis[12]（ポルフィロモナス・ジンジバリス、旧 Bacteroides gingivalis[13]）
- Prevotella 属菌は進行を促進する[14]。
  - Prevotella intermedia[10]女性ホルモンにより発育が促進されると考えられ、思春期性歯肉炎や妊娠性歯肉炎への関与が指摘されている[15]。
- Fusobacterium nuclea[10]
- Aggregatibacter actinomycetemcomitans (旧 Actinobacillus actinomycetemcomitans)[16] - 若年性歯周炎[10]、侵襲性歯周炎（特に若年者の限局型）細胞のアポトーシスを誘導する[15]。
- Tannerella forsythensis[15] - 難治性歯周炎の病巣から、P.gingivalis やスピロヘータとともに検出されることが多い[15]。
- Treponema denticola - スピロヘータ、組織間隙に入り込み歯周組織破壊に関与する[15]。

高濃度の酪酸によりB細胞、T細胞の増殖が抑制とT細胞アポトーシス誘導がされるとする報告がある、一方、硫化水素、メチルメルカプタンは組織為害作用はあるものの細胞障害作用には関与していないと報告されている。例えば、P.gingivalis の代謝物質には、コラゲナーゼ、トリプシン様酵素、ヒアルロニダーゼなどがあり歯根膜、周囲の線維芽細胞、骨芽細胞などを直接破壊すると報告されている。

## 病態
- 歯肉肥大
- 歯肉退縮
- 歯肉クレーター
- 歯肉クレフト
- フェストゥーン

歯肉溝の炎症性バイオマーカーとして、アンチトリプシンとラクトフェリンも高値になることが知られ、日本歯周病学会では判定指標と重症度別分類のための層別化を行おうとしている。
歯肉溝の炎症性バイオマーカーと、糖尿病（ヘモグロビンA1c）および腎機能（クレアチニン、eGFR）には、有意な関連性があると報告されている。

## 疾患
以下の疾患が知られるが、研究の進歩を反映し歯周病にはいくつもの分類法がある。

### 歯肉炎
栄養障害、アレルギー、ウイルス感染、歯磨剤への反応、外傷などさまざまな要因で歯肉炎は生じる、歯垢が原因となる場合、歯磨きによる歯垢の除去が不十分な状態が継続し歯垢が 7日程度滞留すると歯肉炎が生じる。
病態から下記に分類される。
- プラーク性歯肉炎
- 非プラーク性歯肉病変
- 歯肉増殖症
  - 薬物性歯肉増殖
    - フェニトイン歯肉増殖
    - ニフェジピン歯肉増殖
    - シクロスポリン歯肉増殖

  - 遺伝性歯肉線維腫

#### 歯肉炎の特徴
主な歯肉炎はプラーク性歯肉炎であり、原因を除去すれば完治可能である。特徴としてプラークを原因とする歯肉に限局した炎症、歯肉ポケットを形成するがアタッチメントロスは存在しない、局所の修飾因子により増悪する、外傷性因子によって増悪しない、プラークコントロールにより改善する。

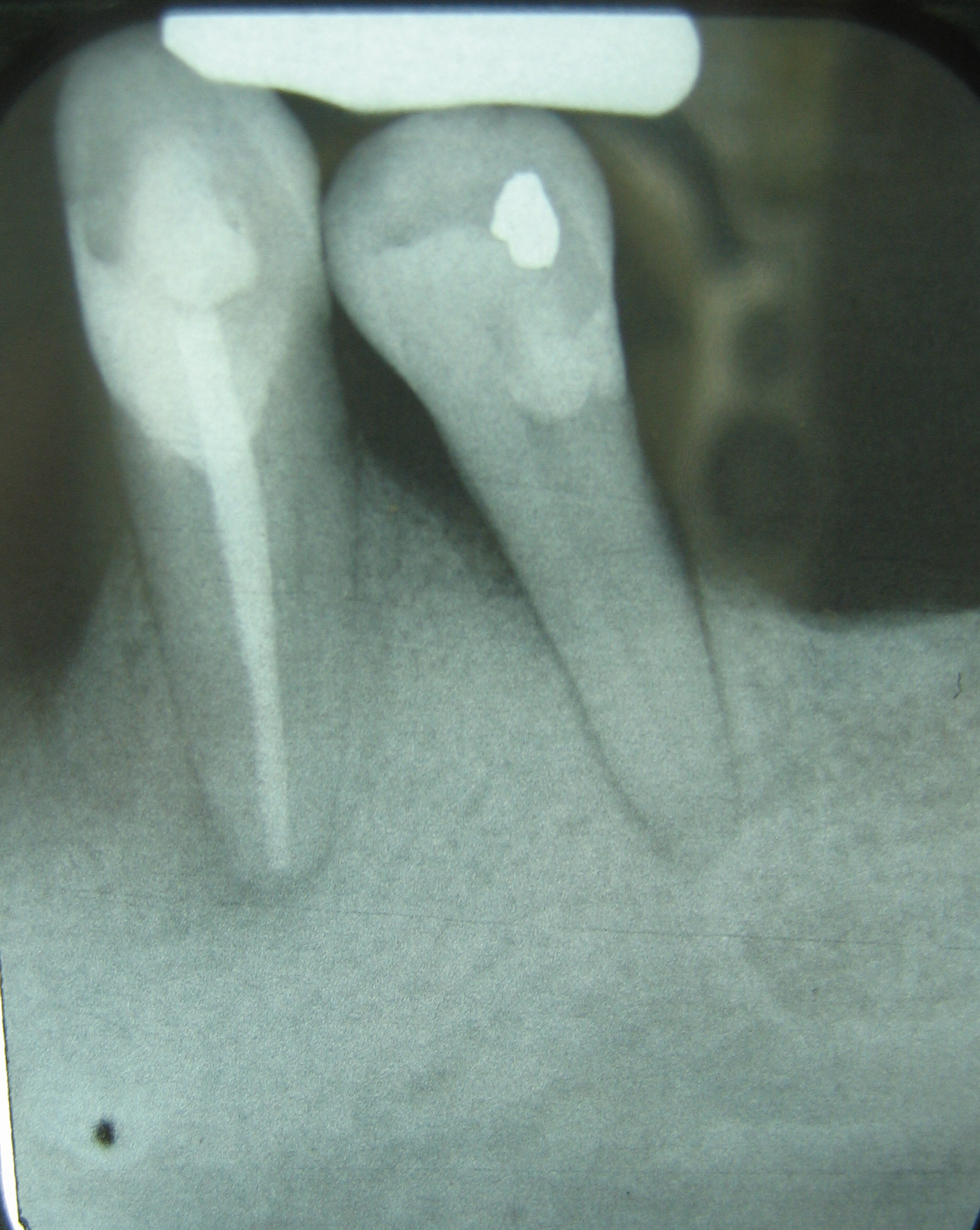
このX線フィルムは、左下第一小臼歯と犬歯の2つの孤独な下顎歯を示しており、30%から50％の重度の骨量減少を示している。小臼歯を取り巻く歯根膜の拡張は、二次的な咬合性外傷によるもの。

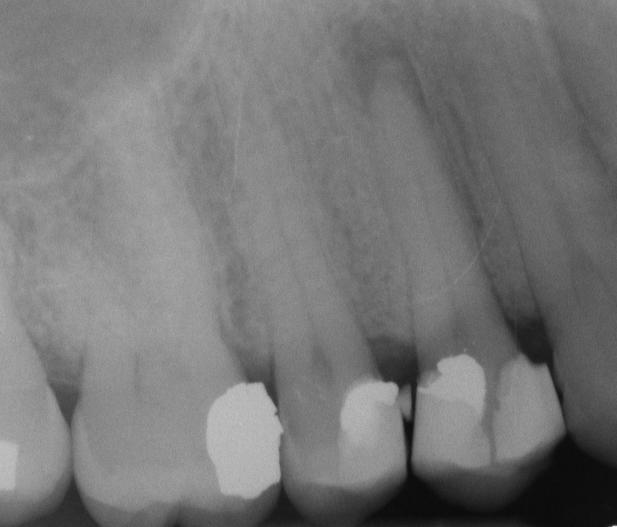
このような修復された歯の自然な輪郭を超える過剰な修復材料は「オーバーハング」と呼ばれ、微生物の歯垢を捕捉するのに役立ち、局所的な歯周炎を引き起こす可能性がある。

### 歯周炎
- 慢性歯周炎
- 侵襲性歯周炎[21]
- 急性壊死性潰瘍性歯肉炎
- 急性壊死性潰瘍性歯周炎
- 歯肉膿瘍
- 歯周膿瘍
- 咬合性外傷
  - 一次性咬合性外傷
  - 二次性咬合性外傷
- 歯肉退縮
- 急性ヘルペス性歯肉炎
- 歯肉繊維腫症
- 慢性剥離性歯肉炎
- パピヨン・ルフェーブル症候群
- 歯冠周囲炎
- 智歯周囲炎

#### 歯周炎の特徴

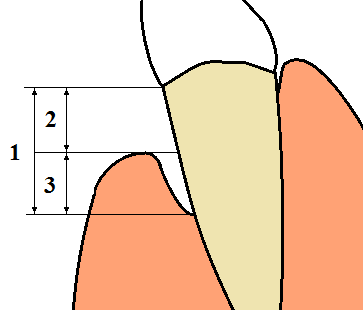
1. アタッチメントレベル（セメント－エナメル境からプローブ先端までの距離）2.歯茎の後退3.プロービングポケットデプス値

主な歯周炎は慢性歯周炎であり、原因を除去しても破壊された組織は自己再生しない。特徴として歯肉炎が歯周炎に進行し、セメント質、歯根膜および歯槽骨が破壊されることが挙げられる。
また、アタッチメントロスが生じポケットが形成されること、歯周ポケットの深化に伴い、歯周病原細菌が増殖し炎症を持続し進行させる。局所の修飾因子によって増悪し、外傷性咬合が併発すると急速に増悪する。全身的因子はリスクファクターとして働き、部位特異性がある。休止期と活動期がある。歯周炎が重度になると悪循環が生じ、さらに急速に進行しやすい。
原因の除去により、歯周炎は改善・進行停止する。歯周治療の一環として、サポーティブペリオドンタルセラピー（supportive periodontal therapy, 略: SPT）あるいはメンテナンスが重要であることも特徴として挙げられる。破壊された組織は、再生療法によって回復可能な場合もある。

## 指数
歯周疾患を評価する指数は多い。主な指標は、
- 歯周組織破壊の指標
  - アタッチメントレベル（CEJ:セメントエナメル境〜ポケット底）
- プラークや歯面着色物を表す指標
  - プラークコントロールレコード (PCR)、プラークインデックス (PLI)、OHI、OHI-S、歯垢指数

のほか、 歯石指数、PHP、PSS、PMA指数、Gingival Index、Gingival Bleeding Index、PI、PDI、GB count、地域歯周疾患指数 (CPI) などがある。

## 治療における専門医制度
歯周疾患は歯科医療の領域であり、歯科医師が治療を担当する。また歯周病を専門とする専門医制度が厚生労働省より認可されており、日本歯周病学会の行う試験に合格すると日本歯周病学会認定歯周病専門医を名乗ることができる。また、同学会では日本歯周病学会認定歯科衛生士の認定も行っており、歯周疾患の専門性を高める施策を講じている。

## 全身疾患との関係
歯周病は以下の因子と相互関係があるとされている。
1. 遺伝的因子
2. 環境因子および全身的因子
3. 年齢、性別
4. メタボリックシンドローム

歯周病箇所から口内細菌が血流に乗り菌血症が生じ、全身の健康状態に影響を与え基礎疾患に関与する、特に心筋梗塞やバージャー病、肋間神経痛、三叉神経痛、2型糖尿病、関節リウマチと密接な関係にある。妊娠合併症、骨粗鬆症との関与が報告されている。

### 影響を及ぼす疾患
歯周病が直接影響を及ぼす疾患の例、
- 誤嚥性肺炎、感染性心内膜炎、敗血症、蜂巣炎、壊死性筋膜炎[9]

### リスク上昇

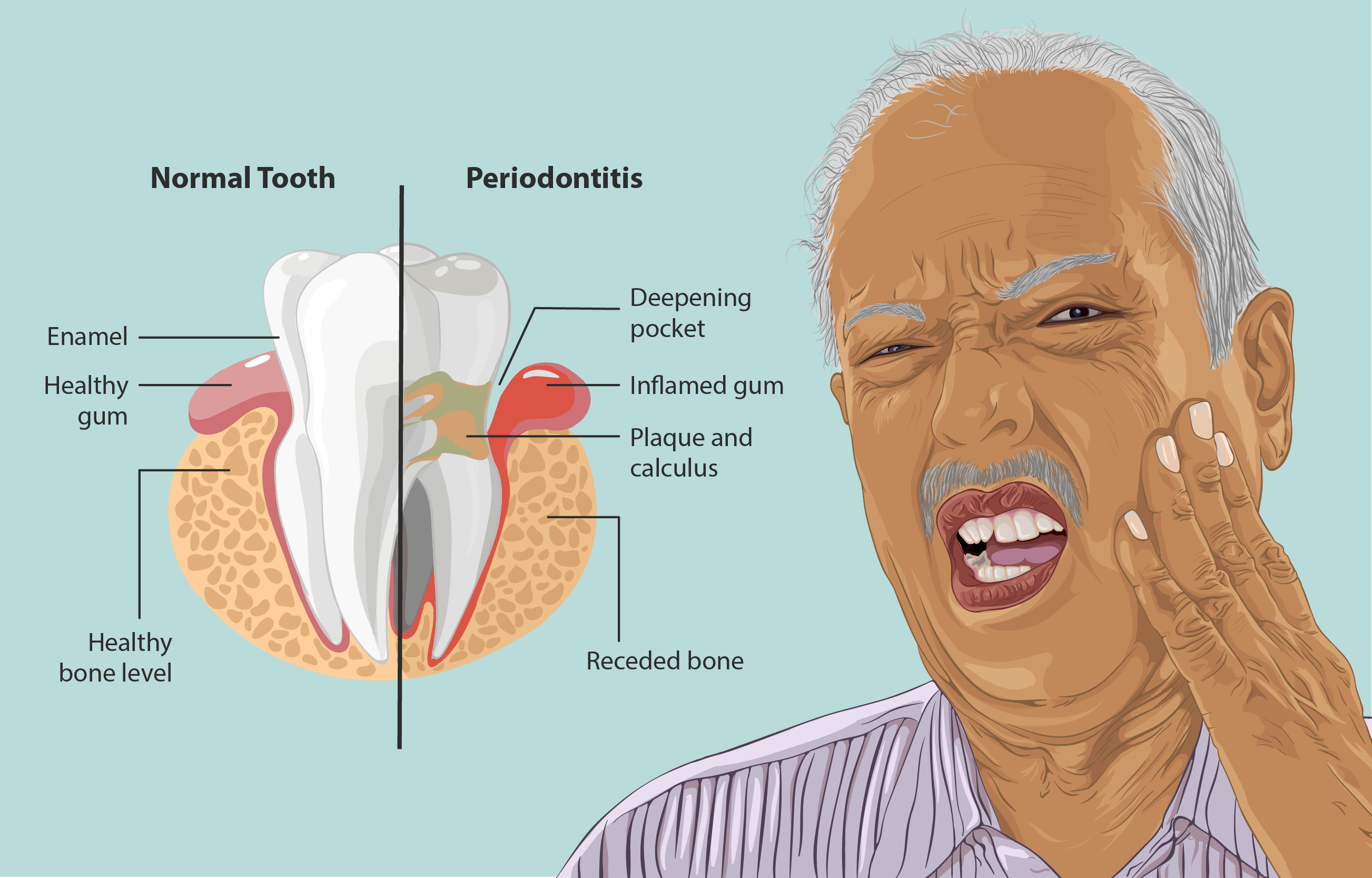
歯周炎の人

心筋梗塞やバージャー病
歯周病原因菌が血小板に入り込み、血栓を作り易くなることによって、発症のリスクが高まる。
2型糖尿病
Porphyromonas gingivalis 感染が、分泌を促進する腫瘍壊死因子（TNF-α）によって、糖尿病が増悪され、この糖尿病によって歯周病が増悪されるという負の連鎖が起こる。これは「歯周病菌連鎖」や「歯周病連鎖」と呼ばれている。血糖コントロールがうまく行えていない患者ほど、歯周病の重症度が高いとする報告もある。一方、歯周治療を行うと血糖コントロール指標が改善することが示唆される報告もある。
HIVウイルス感染症
名古屋市立大学、日本大学らの研究グループが2008年2月には、白血球内に潜伏しているHIVウイルスを活性化させる可能性があることを発表した。
高血圧症
冠状動脈系心疾患（CHD）の原因となる、動脈硬化の進行が促進される。
ほか
低体重児出産、潜在感染ウイルス疾患の再活性化や、癌細胞転移との関連性を示唆する報告がある。また，大腸癌との関係も指摘されている。

## 診療科
大学歯学部、歯科大学やその付属病院では、歯周病治療科を「保存科」と表記している例があるが、治療・研究の細分化・特殊化や患者への理解しやすさの観点から、「保存科」と表記せず、「歯周病科」「歯周科」などの表記をする所が増加している。 歯周病治療の最も重要なものとして、ブラッシングがあるので、予防歯科でも歯周病を管理することもある。従来の「歯をみがく」という概念ではなく、歯ブラシで「歯茎をマッサージ」するというイメージが普及しつつある。

## 歯周病の治療

### 歯周治療の考え方
歯周治療の基本は、原因の除去、つまり「主因子である歯垢の除去」「修飾因子の除去」「外傷性咬合の除去」「SPT（サポーティブペリオドンタルセラピー＝歯周病安定期治療）およびケアによる、回復した口腔の健康の維持」である。
歯周治療の流れは一般的に、歯周治療への患者の導入、検査・診断と治療計画の立案、歯周基本治療、再評価と治療計画の修正、（必要に応じ）歯周外科治療、再評価、SPT、治癒となる。歯周基本治療にはモチベーション（動機付け）、炎症に対する処置（プラークコントロール、スケーリング、スケーリング・ルートプレーニング、歯周ポケット掻爬、プラークリテンションファクターの改善、局所薬物配送システム、保存不可能な歯の抜歯）、咬合性外傷に対する処置が含まれる。 歯周外科治療には、以下の処置が挙げられる。
- 歯周ポケット掻爬術
- 新付着術
- 歯肉切除術
- 歯肉剥離掻爬術（フラップ手術）
- フラップ手術に付加して行う手術（歯槽骨整形術、歯槽骨切除術、骨および人工骨移植術）
- 歯肉歯槽粘膜形成術（小帯切除術、歯肉弁側方移動術、遊離歯肉移植術、歯肉弁根尖側移動術、歯肉弁歯冠側移動術、口腔前庭拡張術）
- 歯周組織再生誘導法（GTR）
- エナメルマトリックスタンパク質を応用した方法

### ケア（健康管理）の重要性
歯周病は再発しやすい疾患であり、治癒判定後の再発防止を徹底することが大切である。治療の間隔は個人のリスクの合わせて調節する。日本歯周病学会のガイドラインでは、リスク評価に次の6つのパラメータを取り入れて、低リスク、中等度リスク、高リスクに分類している。
- ポケット深さ5mm以上の部位数
- プロービング時の出血の割合
- 年齢に相応する骨喪失
- 28歯中の喪失歯数
- 全身疾患・遺伝
- 環境（喫煙）

### 治療機器
2024年6月4日、超音波で振動させながらレーザーを照射することで歯周病の原因である細菌を死滅させる治療機器が医療機器として日本で承認され、東北大学発のベンチャー企業により発売された。歯の周囲を切る縫うなどの方法によらず治療できるため、痛みも少ない。製品は再発を防止するために患者の行動を促すアプリが治療器とセットになっている。

## ヒト以外の動物
野生動物ではほとんど見られないが、ペット（犬や猫）では飼い主が噛みちぎった餌をもらったり、飼い主の口の周囲を舐めたりしたことで歯周病に感染することがある。動物園の飼育動物や、水族館にいる海獣でも歯肉の腫れや歯の抜けが観察されたり、歯周病菌が検出されたりしており、麻布大学が調査を進めている。